# غلين ديفيس (لاعب كرة قدم)
غلين ديفيس (بالإنجليزية: Glenn Davis) (و. 1924 – 2005 م) هو منافس ألعاب قوى، ولاعب كرة قدم أمريكية، من الولايات المتحدة، ولد في كلاريمونت، لوس أنجليس، كاليفورنيا، يلعب كراكض للخلف ‏، توفي في لا كوينتا، ريفيرسيدي، كاليفورنيا، عن عمر يناهز 81 عاماً، بسبب سرطان البروستاتا.

## التعليم
تعلم في الأكاديمية العسكرية الأمريكية.

## روابط خارجية
- غلين ديفيس على موقع مرجع كرة القدم المحترفة.كوم (الإنجليزية)